# Kofi Anyidoho
Kofi Anyidoho (geboren 25. Juli 1947 in Wheta, Volta Region, Kolonie Goldküste) ist ein ghanaischer Schriftsteller und Literaturwissenschaftler, er schreibt in Englisch.

## Leben
Kofi Anyidoho gehört dem Volk der Ewe an. Er studierte Englisch und Linguistik an der Universität von Ghana (Legon) (B.A.) und wechselte dann in die USA, wo er einen M.A. in Folkloristik an der Indiana University Bloomington erhielt und an der University of Texas at Austin in Komparatistik promoviert wurde. Mit einer pädagogischen Ausbildung am Accra Teacher Training College und am Advanced Teacher Training College-Winneba wurde er in Ghana Lehrer in verschiedenen Schulstufen.
Anyidoho ging dann an die Universität von Ghana, wo er Literaturprofessor am Anglistik-Institut wurde. Er war zeitweise Institutsleiter und auch Leiter des CODESRIA African Humanities Institute Programms und geschäftsführender Direktor der School of Performing Arts.
Anyidoho veröffentlichte 1978 seine erste Gedichtsammlung.  Er verwendet Themen und sprachliche Muster aus dem Ewe und transponiert sie in ein Englisch. Die Gedichte sind nicht zum stillen Lesen geschrieben, sondern stehen in der sprachlichen Tradition der Ewe für die öffentliche Rezitation und auch chorische Aufführung.

## Schriften (Auswahl)
Poetik
- Elegy for the Revolution. 1978
- A Harvest of Our Dreams. 1984, ISBN 0-435-90261-X
- Earthchild, with Brain surgery : poems. Accra : Woeli Publishing, 1985, ISBN 9964-970-72-2
- Ancestral Logic and Caribbean Blues. Africa World Press. 1992, ISBN 0-86543-265-1
- Praise Song for the Land: Poems of Hope & Love & Care. Vorwort Kofi Awoonor.  Accra : Sub-Saharan, 2002
- The Place We Call Home and Other Poems. Banbury, Oxfordshire, England : Ayebia Clarke, 2011

Literaturwissenschaft
- The Pan African Ideal in Literatures of the Black World. Accra: Ghana Universities Press, 1989
- Transcending Boundaries: the diaspora experience in African heritage literatures. Evanston: Northwestern University, 1995
- (Hrsg.): The Word Behind Bars and the Paradox of Exile. Vorwort Jane I. Guyer. Evanston : Northwestern University Press, 1997, ISBN 0-8101-1393-7
- Kofi Anyidoho, James Gibbs (Hrsg.): Fontomfrom. Contemporary Ghanaian Literature, Theatre and Film. Rodopi, 2000, ISBN 90-420-1273-0
- Poetry as Dramatic Performance in Tejumola Olaniyan and Ato Quayson’s African Literature: An Anthology of Criticism and Theory.